# Дагаева, Елена Семёновна
Елена Семёновна Дагаева (род. 1936) — бригадир-оператор производства пластмасс Каменского химкомбината «Россия» (г. Каменск-Шахтинский), Герой Социалистического Труда.

## Биография
Родилась 27 февраля 1936 года в х. Верхний Хомутец ныне Веселовского района Ростовской области.
Детство Елены было трудным. Мать — Озерова Ирина Макаровна, работала заведующей детскими яслями. Отец — Довголев Семен Арсентьевич, был рабочим колхоза; погиб под Ростовом в 1943 году. Вскоре умерла мама. Девочку хотели отправить в детский дом как сироту, но родственники (бабушка Полина Прокофьевна и тетя Самохвалова Полина Ивановна) взяли её к себе на воспитание.
После окончания 7 классов в 1953 году приехала в Каменск-Шахтинский и получила специальность оператора производства пластмасс в химкомбинате «Россия». За годы работы в цехе пластмасс освоила несколько смежных процессов и обучила мастерству несколько десятков человек. Принимала активное участие в освоении новых видов продукции, в совершенствовании технологических процессов. Руководила школой передового опыта.
Представляла комбинат на съезде работников оборонной промышленности. Была делегатом XV съезда ВЦСПС. Депутат нескольких созывов Каменского городского совета народных депутатов. Председатель городского женсовета в 1970—1980-х годах.

## Награды
- В 1971 году Указом Президиума Верховного Совета СССР за выдающиеся успехи в выполнении пятилетнего плана бригадиру-оператору производства пластмасс Каменского химкомбината «Россия» Елене Семеновне Дагаевой было присвоено звание Героя Социалистического Труда с вручением ордена Ленина и золотой медали «Серп и Молот».
- Награждена также медалью «За доблестный труд. К 100-летию со дня рождения Владимира Ильича Ленина» (1970).